# Jan Czajkowski

Herb Gryf

Jan Euzebiusz Czajkowski pisownia również Czaykowski herbu Gryf (ur. 15 grudnia 1811 w Staniaławowie, zm. 23 lutego 1897 we Lwowie) – polski polityk i działacz społeczny, poseł do Sejmu Krajowego Galicji i austriackiej Rady Państwa oraz członek dożywotni austriackiej Izby Panów.
Urodził się w rodzinie ziemiańskiej, był synem kupca Grzegorza.
Ukończył studia prawnicze na uniwersytecie we Lwowie (1833) uzyskując stopień doktora. Autor pracy Siltze aus silmmtlichen Rechts- und poW. Wissenschaften, Lwów 1836. Uczestniczył w lwowskich wydarzeniach w okresie Wiosny Ludów. Był członkiem, do marca 1848, Rady Przybocznej przy gubernatorze Galicji Franciszku Stadionie, zrezygnował z uczestnictwa w niej pod wpływem Jerzego Lubomirskiego. Następnie przebywał jakiś czas w Wiedniu, wspomagając działalność polskiej delegacji w Sejmie Ustawodawczym.
Po powrocie początkowo gospodarował w odziedziczonej po swym stryju Kamionce Wołoskiej, ale dość szybko przeniósł się do Lwowa, gdzie otworzył znaną kancelarię adwokacką. Był także właścicielem majątków Sarniki w pow. bóbreckim oraz Głobikówka w pow. pilzneńskim.
W okresie powstania styczniowego współpracował z władzami powstańczymi, posiadając dobra Sarniki współdziałał w przechodzeniu kordonu przez powstańców. Wytoczono mu za to śledztwo we wrześniu 1863.
Poseł do Sejmu Krajowego Galicji I, II, III i IV kadencji (1861–1882), wybrany w I kurii (wielkiej własności ziemskiej) obwodu Żółkiew, z okręgu wyborczego Żółkiew na miejsce Leona Sapiehy, który, zdobywszy mandat w innym okręgu, nie objął go. Był zwolennikiem polityki ugodowej, zwanej potocznie utylitarną. Jako bliski współpracownik Agenora hr. Gołuchowskiego, znalazł się w gronie „mameluków”. Na terenie Sejmu w roku 1865 referował projekt ustawy gminnej i o wprowadzeniu sądów pokoju. W I. 1869 i 1870 zajmował się nadaniem statutu dla m. Lwowa. Był także czynny w nowelizacji ordynacji wyborczej do Sejmu, a także przy uchwalaniu ustawy budowlanej dla miast i miasteczek. Był rzecznikiem rozwoju szkolnictwa zawodowego i rolniczego. Był także członkiem Wydziału Krajowego, a w latach 1867–1877 członkiem Rady Powiatu w Rawie Ruskiej. Zasiadał także, przez długie lata, w Komisji Krajowej dla spraw odkupu (indemnizacji) i uporządkowania ciężarów gruntowych. Pozostawał w bliskich relacjach z gubernatorem Galicji Alexandrem Mensdorffem. Był rzecznikiem rozwoju szkolnictwa zawodowego i rolniczego, w szczególności opiekował się szkołą rolniczą w Dublanach. Jak pisał Artur Górski: Uczestniczył w wynegocjowaniu warunków uznania tej szkoły za zakład krajowy i przejęcia jej przez Wydział krajowy od Galicyjskiego Towarzystwa Gospodarskiego we Lwowie, które miało kłopoty z utrzymaniem szkoły i nie gwarantowało jej rozwoju. Sprzeciwił się także, aby w szkole w Dublanach został wprowadzony drugi język wykładowy – ruski. Tłumaczył, że „zaprowadzenie języka wykładowego ruskiego wywołałoby potrzebę zamianowania osobnych profesorów dla wykładów ruskich, że z tego powodu urosłyby znacznie koszty, z którymi wobec skromnych funduszów zakładu bardzo ściśle rachować się należy, bo zasoby tego zakładu nie wystarczają na dotację profesorów dla wykładów w dwóch językach”. Przypomniał, że Towarzystwo odstąpiło Dublany pod warunkiem, „aby językiem wykładowym był polski i wyraźnie zawarowało, że w razie, gdyby język polski przestał być wykładowym, raczy swą darowiznę za odwołaną”. To był tylko pretekst, gdyż zastrzeżenie to dotyczyło języka niemieckiego, a przecież wprowadzenie języka wykładowego ruskiego nie eliminowałoby wykładów w języku polskim.
Poseł do austriackiej Rady Państwa II kadencji (20 maja 1867 – 31 marca 1870), III kadencji (15 września 1870 – 10 sierpnia 1871), IV kadencji (13 stycznia 1872 – 21 kwietnia 1873), V kadencji (2 grudnia 1874 – 22 maja 1879), wybierany w kadencjach II – IV z galicyjskiej kurii I (wielkiej własności ziemskiej) zaś w kadencji V – z kurii I w okręgu nr 11 (Żółkiew, Rawa, Sokal). W parlamencie austriackim należał do Koła Polskiego, którego w latach 1867–1870 był wiceprezesem. Był także wybierany kilkakrotnie do Delegacji Wspólnych (m.in. w 1868 i 1869), a w roku 1867 delegowano go wraz z 5 posłami polskimi z łona Izby Panów do Komisji Konstytucyjnej, uczestniczył także w komisji petycyjnej. W tym samym roku uczestniczył wraz z Ziemiałkowskim i Zyblikiewiczem w ceremonii koronacji Franciszka Józefa I w Budapeszcie. 28 maja 1895 r. z nominacji cesarskiej zasiadł w Izbie Panów jako członek mianowany dożywotnio.
Adwokat krajowy od 1840 i prezes Izby Adwokackiej we Lwowie (1891–1897). Prezes Galicyjskiego Towarzystwa Muzycznego we Lwowie (1894–1897). Był także w latach 1867–1869 wiceprezesem, a do 1897 członkiem zarządu Galicyjskiego Akcyjnego Banku Hipotecznego we Lwowie. Zastępca naczelnego dyrektora Galicyjskiej Kasy Oszczędnościowej (1892–1897).